# Яте
Яте (фр. Yaté) — город на острове Новая Каледония в Океании. Находится на юго-востоке острова, в 1 км от берега Тихого океана. Население на 2009 год составляло 1881 жителя. Площадь города — 1356,36 км².

## География
Самой высокой точкой является массив Куакуэ (1 501 м). Яте — самый крупный город в Новой Каледонии и 15-й по площади во Франции. Здесь расположена крупнейшая плотина в Новой Каледонии.

## История
В 1774 году, Джеймс Кук, исследовав залив Горо, заложил маяк Амеде. К началу колонизации острова его территория являлась местом стычек европейцев и племенем острова Пен. Все попытки евангелизации территории современного города были безуспешны. В 1841 году на остров были посланы протестантские миссионеры, в 1850 — католические. В 1864 году по инициативе губернатора Гийена в городе было открыто сельскохозяйственное товарищество. В 1959 году заработали плотина, электростанция и никелевый завод (ныне — заброшен).

## Администрация
С 2008 года мэр города — Этьен Уэтшо. Он участвует в экологических мероприятиях в городе. Город является оплотом сепаратизма в Южной провинции.

## Достопримечательности и места для отдыха
В городе находятся озеро Яте, площадью 4 000 гектаров; озера: Мадлен, Вадиана-Горо; городской парк Голубой реки; лес, ушедший под воду; южный лес и т. д.

## Галерея
- Озеро Яте
- Шахты